# 2186 Keldysh
2186 Keldysh è un asteroide della fascia principale. Scoperto nel 1973, presenta un'orbita caratterizzata da un semiasse maggiore pari a 2,6834390 UA e da un'eccentricità di 0,1009004, inclinata di 2,36930° rispetto all'eclittica.